# La Fontenelle, Ille-et-Vilaine
La Fontenelle (tiếng Breton: Ar Fantanig, Gallo: La Fontenèll) là một xã của tỉnh Ille-et-Vilaine, thuộc vùng Bretagne, miền tây bắc nước Pháp.

## Dân số
Người dân ở La Fontenelle được gọi là Fontenellois.
| Năm | 1962 | 1968 | 1975 | 1982 | 1990 | 1999 |
| --- | ---- | ---- | ---- | ---- | ---- | ---- |
| Dân số | 687  | 699  | 632  | 545  | 528  | 514  |
| From the year 1962 on: No double counting—residents of multiple communes (e.g. students and military personnel) are counted only once. |      |      |      |      |      |      |